# 空気鉄電池
空気鉄電池（くうきてつでんち、Iron–air battery）は空気中の酸素を鉄と酸化反応させることによって電力を発生させる。
負極の活物質である鉄は正極の酸素雰囲気下で反応して酸化鉄が生成する。
研究レベルではナノ炭素を複合した鉄極により、容量500mAh/gが達成されている。
鉄の化学当量が27.9で亜鉛の32.7より小さい点でエネルギー密度が大きくなることが期待できるが、実際には電池電圧が低いためエネルギー密度は小さいと考えられている。 一方で充電時にデンドライト現象が発生しないため、二次電池としては有望と見られる。

## 構成する素材
- 陽極: 酸素を透過するガス拡散電極が用いられる。
- 陰極: 鉄
- 電解液: 主にアルカリ系水溶液を使用する。アルカリ性水溶液は二酸化炭素と反応して炭酸塩を生成する事で劣化する。

## 実用化への課題
- 充放電時の容量低下が大きい[1]